# 彝海結盟處
彝海結盟處位於四川省冕寧縣，文物遺址年代判定為1935年。1980年7月7日列為四川省重新確定公布的第一批省級文物保護單位。劉伯承與小葉丹彝海結盟處。